# جرابية
الجرابية (بالإنجليزية: Follicle)‏ ثمرة منفتقة جافة تحوي بذورًا عديدة وتتكون من خباء واحد. تنفتق الجرابية عادة عند رفاء أو تدريز واحد هو التدريز البطني كما هو الحال في ثمار الإستراكوليا والصقلاب.

## معرض صور

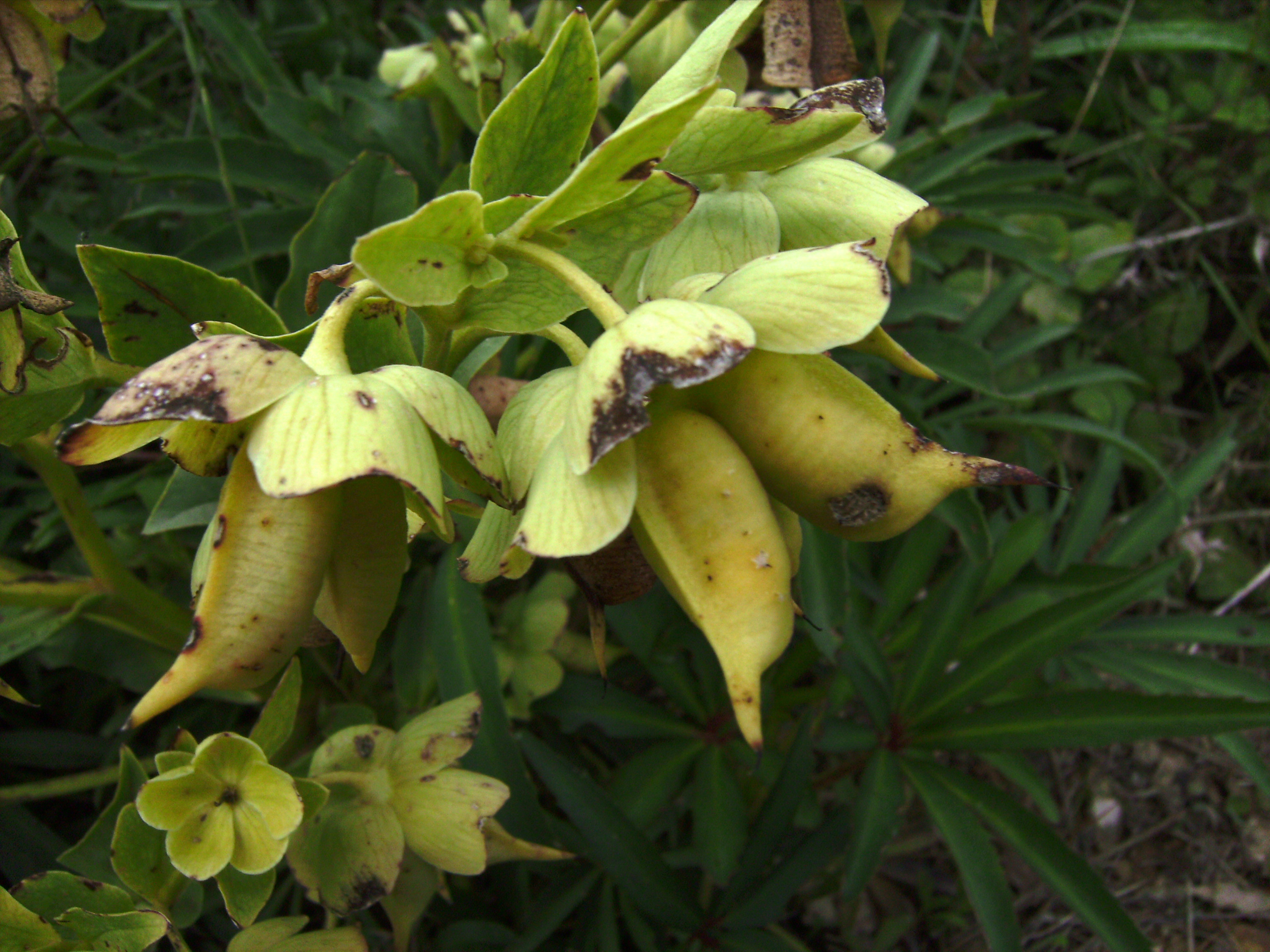
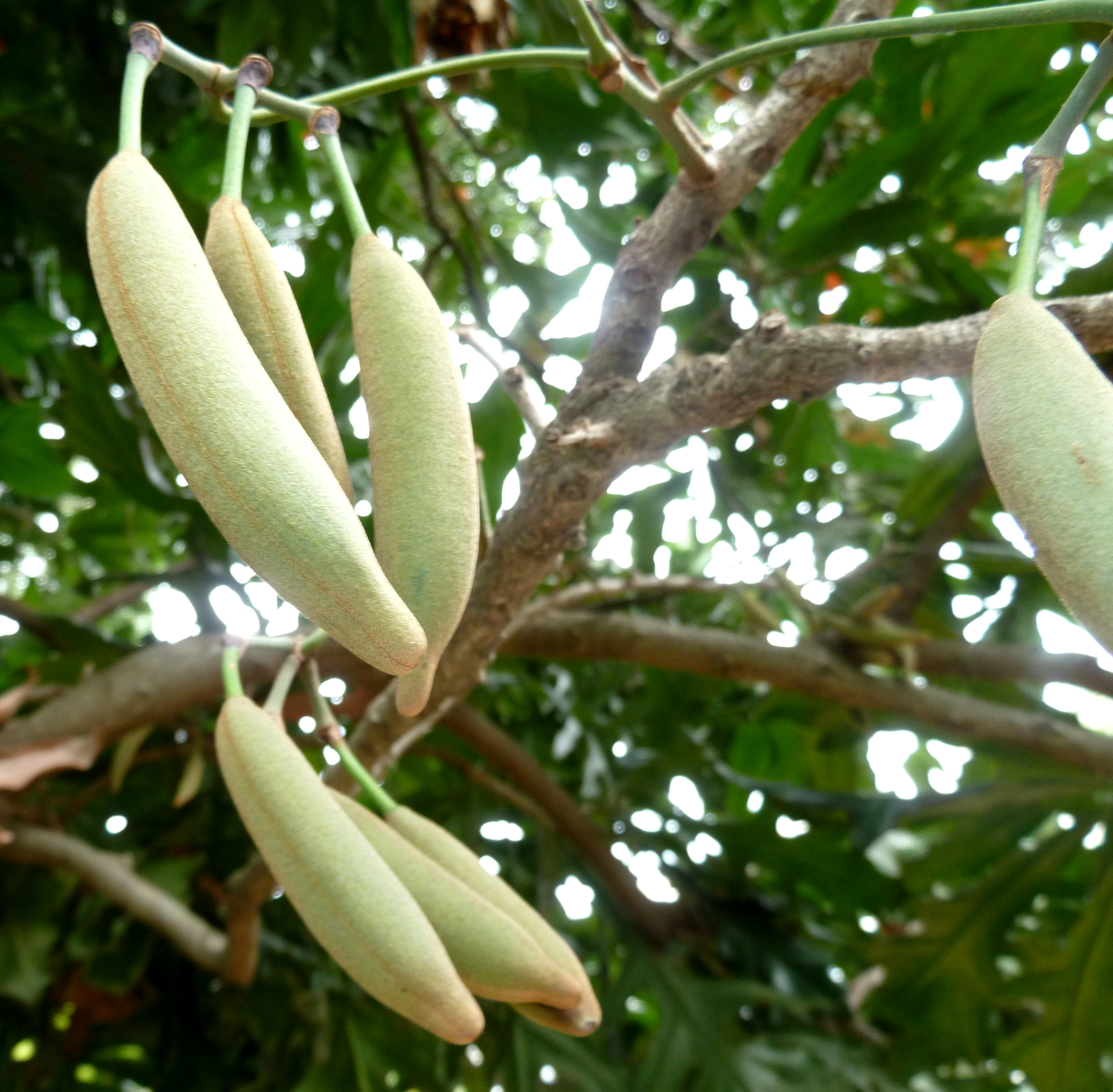
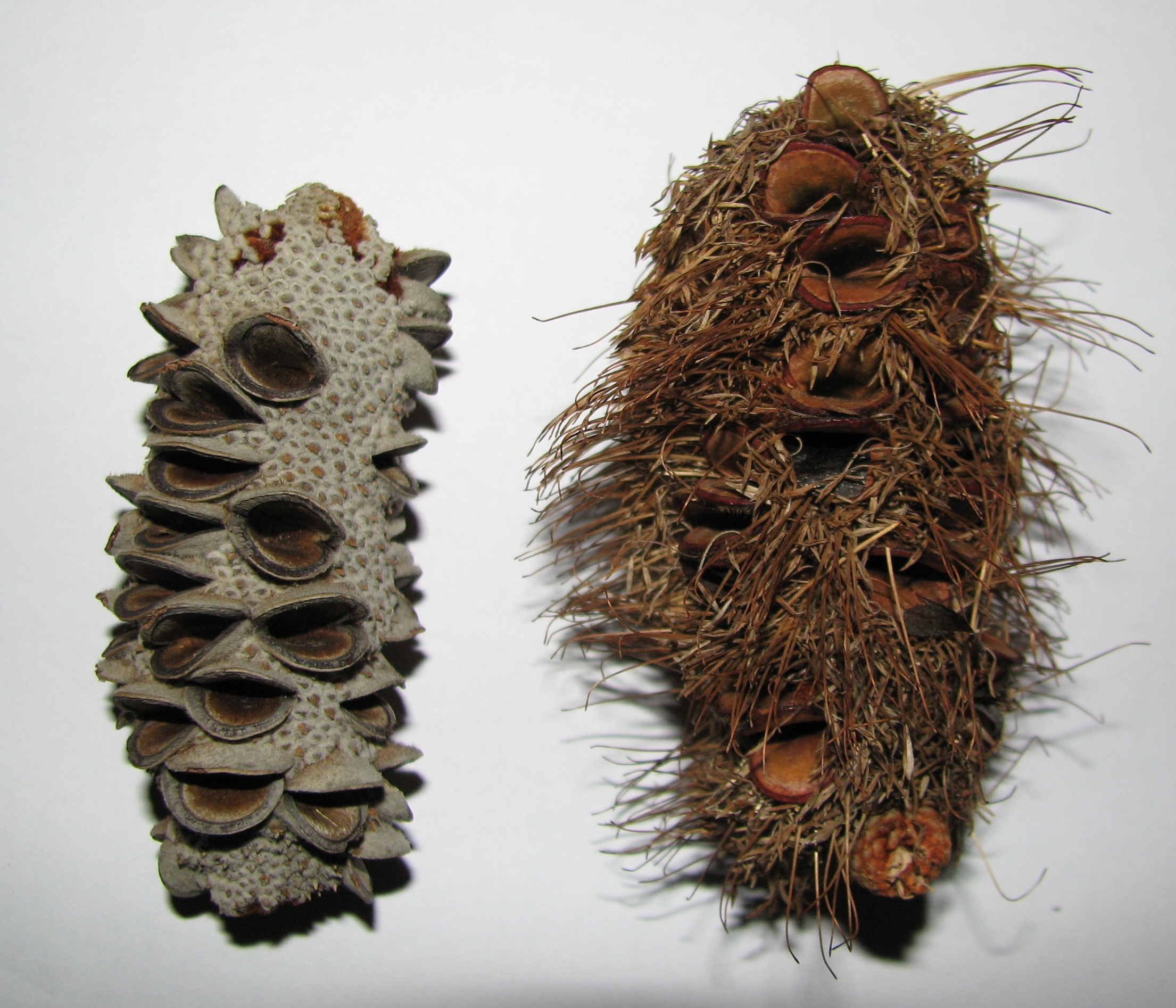